# Xue Hanqin
Xue Hanqin (薛捍勤, née le 15 septembre 1955 à Shanghai en République populaire de Chine) est une juriste chinoise à la Cour internationale de justice, vice-présidente de l'institution entre 2018 et 2021.

## Carrière
Xue Hanqin est née le 15 septembre 1955 à Shanghai. En 1982, elle est diplômée en droit international à l'université de Pékin. Elle passe son master en droit (Master of Laws, LL.M) à la Columbia Law School en 1983. De 1980 à 2003, elle travaille pour le département des traités et du droit du ministère des Affaires étrangères, atteignant le poste de directrice générale.
En 1991, elle retourne à la Columbia High School et obtient un doctorat en droit (Juridicae Scientiae Doctor, JSD) en 1995.
De 2003 à 2008, elle est ambassadrice de la Chine auprès des Pays-Bas. En décembre 2008, elle devient la première ambassadrice chinoise auprès de l'Association des nations de l'Asie du Sud-Est (ASEAN). Elle est élue à la Cour internationale de Justice en juin 2010 et prête serment le 13 septembre suivant. Elle est actuellement membre du Curatorium de l'Académie de droit international de La Haye. Le 6 février 2018, Xue Hanqin est nommée vice-présidente de la Cour internationale de Justice.